# محمدرضا زهتابی
 محمدرضا زهتابی  (زاده ۲۰ شهریور ۱۳۲۶ - لاهیجان) کارگردان، فیلم‌نامه‌نویس و نویسنده اهل ایران است.

## کارنامه هنری

### سینما

#### کارگردان
- غزل (۱۳۸۰)
- تحفه هند (۱۳۷۳)
- مأموریت آقای شادی (۱۳۷۱)

#### نویسنده
- غزل (۱۳۸۰)
- تحفه هند (۱۳۷۳)
- مأموریت آقای شادی (۱۳۷۱)

### تلویزیون
- تله‌فیلم «سیزده» (۱۳۸۹-۱۳۸۸)
- سرنوشت (۱۳۸۶)
- فصل زرد (۱۳۸۳)
- شیطان در خانه (۱۳۷۲)
- ماجراهای آقای مشک‌عنبری (۱۳۷۰)
- گروه نجات ۱۲۳ (۱۳۶۹)
- تله‌فیلم «با کمال تاسف» (۱۳۵۷)[۱]

### کتاب ها
« شخصیت های نامی ایران»، انتشارات پدیده،‌ ‌۱۳۴۷